# Alfredo Scocchera

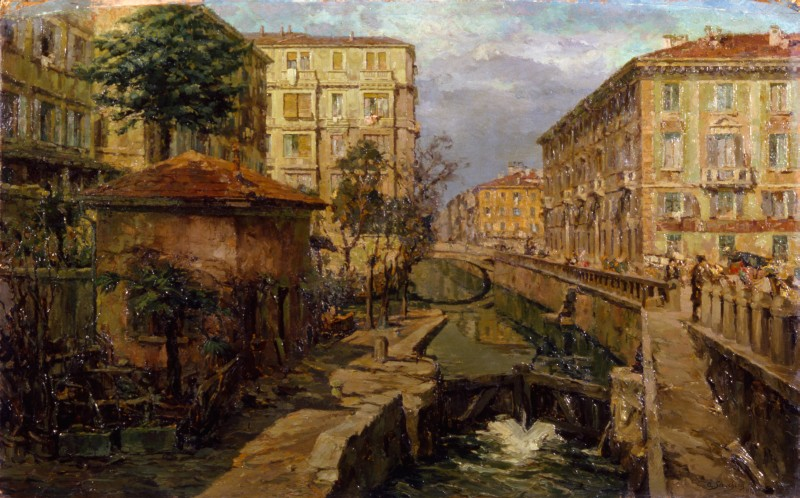
Il Naviglio di Via Senato, 1927 (Fondazione Cariplo)

Alfredo Scocchera (Baselice, 1887 – Milano, 25 gennaio 1955) è stato un pittore italiano.